# Bryhadyriwka (hromada Izium)
Bryhadyriwka (ukr. Бригадирівка) – wieś na Ukrainie, w obwodzie charkowskim, w rejonie iziumskim, w hromadzie Izium. W 2001 liczyła 443 mieszkańców, spośród których 419 wskazało jako ojczysty język ukraiński, 20 rosyjski, 1 mołdawski, a 3 osoby się nie zadeklarowały.